# Вюртемберг-Виннеталь

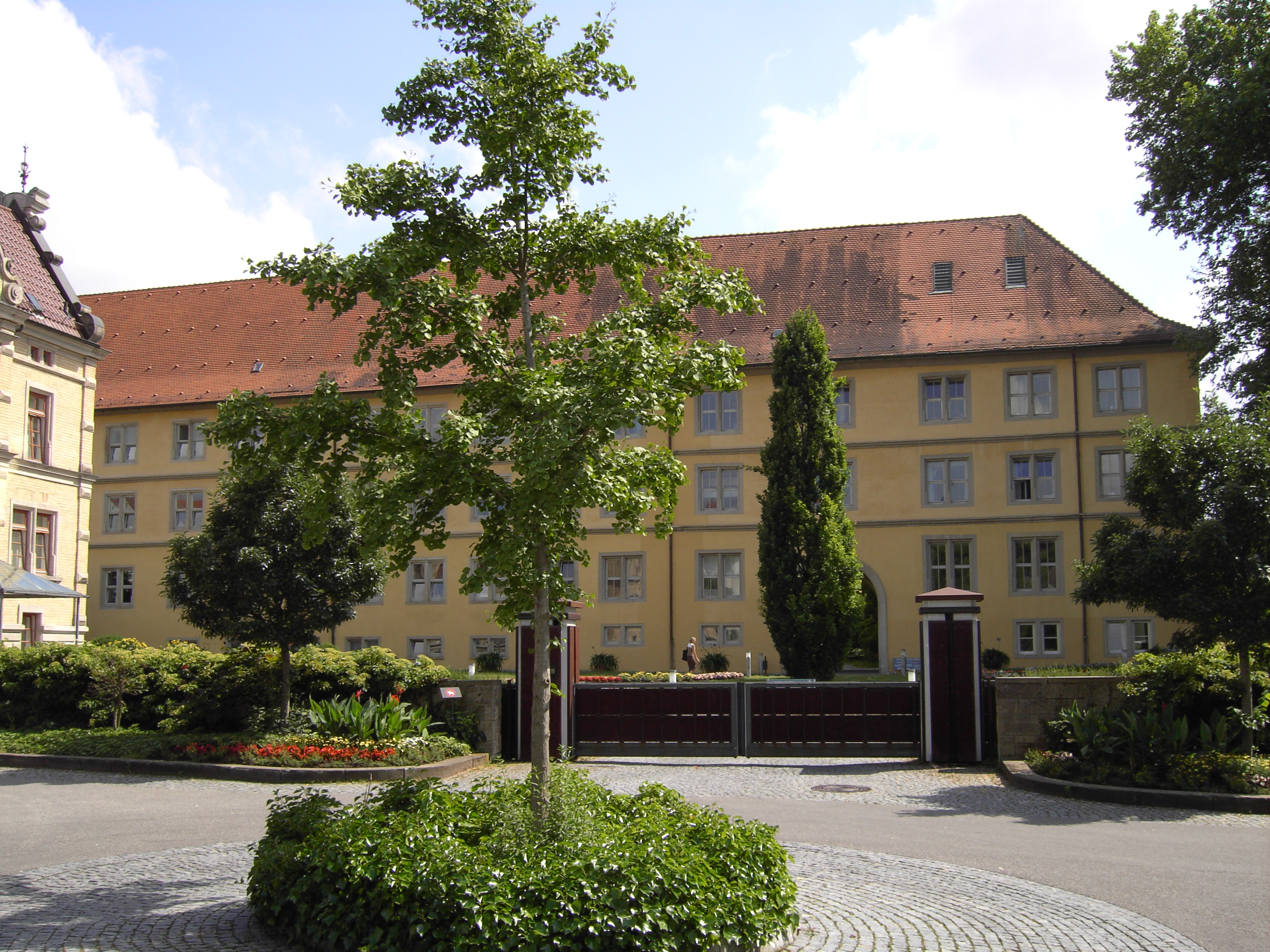
Замок Виннеталь в Винненден

Вюртемберг-Виннеталь — бывшая ветвь Вюртембергского дома. Существовала с 1677 по 1733 год и располагалась в замке Виннеталь в Виннендене. 
Эберхард III (герцог Вюртемберга) непосредственно перед своей смертью распорядился, что после его смерти, каждый из его сыновей должен получить княжескую резиденцию и «Paragium», соглашение, по которому его третий сын, Фридрих Карл и получил замок Виннеталь, где он начал линию Вюртемберг-Виннеталь. В возрасте 25 лет Фридрих Карл получил всю власть своего отца.
Ветвь оборвалась, когда его сын Карл Александр унаследовал главную линию Вюртембергского дома в 1733 году. Все существующие линии и члены Дома Вюртембергов происходят от линии Винненталь (см. список).